# Tamás Krivitz
Tamás Krivitz-Kassai, conosciuto in Nordamerica come Tomas (Pécs, 29 settembre 1946), è un allenatore di calcio ed ex calciatore ungherese, di ruolo difensore.

## Carriera

### Calciatore
Kravitz inizia la carriera in patria nell'Újpesti Dózsa, con cui gioca due stagioni, ottenendo come miglior piazzamento il terzo posto nella stagione 1965.
Dopo una squalifica di due anni e una breve militanza senza alcuna presenza con i tedeschi del Karlsruhe, torna a calcare i campi in Canada, in forza ai Vancouver Royals, club impegnato nella prima edizione della North American Soccer League. Con i Royals ottenne il quarto ed ultimo posto della Pacific Division.
La stagione seguente passa agli statunitensi del K.C. Spurs, sempre nella North American Soccer League, con cui vince il torneo. Giocò anche nella decisiva vittoria contro i Baltimore Bays. Nel torneo 1970 invece non supera con i suoi la fase a gironi, ottenendo il secondo nella Northern Division.
Nel 1970 torna in Europa per giocare con i belgi del Lierse, club con cui gioca quattro stagioni nella massima serie belga.
Nel 1974 si trasferisce in Germania per giocare nel Wuppertal, con cui esordisce nella sconfitta casalinga per 1-0 del 9 novembre 1974 contro il Eintracht Braunschweig. Con i suoi retrocede in cadetteria al termine della Fußball-Bundesliga 1974-1975 a causa del diciottesimo e ultimo posto ottenuto.

### Allenatore
Nel 1983 guida i beninesi del Dragons, con cui vince il campionato.
Nel biennio 1994-1995 allena i magiari del Budafok. Nel 1995 allena l'Al Bustan in Oman.
Nella stagione 2009-2010 allena i kuwaitiani del Al-Salmiya, con cui ottiene il sesto posto in campionato.
Dal 2010 al 2013 allena gli omaniti dell'Ahli Sidab Club, con cui retrocede nel secondo anno di permanenza in cadetteria e poi la stagione seguente in terza serie.

## Palmarès

### Calciatore
- Campionato NASL: 1

Kansas City Spurs: 1969

### Allenatore
- Campionato di calcio del Benin: 1

Dragons: 1983